# 王冬光
王冬光（1961年12月—），男，汉族，黑龙江肇东人。1986年10月参加工作，1989年12月加入中国共产党。中华人民共和国政治人物，第十二届全国人民代表大会黑龙江地区代表。
哈尔滨建筑工程大学导航制导与控制专业毕业，在职研究生学历，工学博士学位。长期任职于黑龙江省政府办公厅、黑龙江省发展与改革委员会。2007年2月，任黑龙江省发展和改革委员会副主任。2012年8月，任黑龙江省发展和改革委员会主任。2013年，被选为全国人大代表。2018年4月，任黑龙江省人民政府秘书长。